# Pacto
Pacto ist eine Ortschaft und eine Parroquia rural („ländliches Kirchspiel“) im Kanton Quito der ecuadorianischen Provinz Pichincha. Die Parroquia Pacto gehört zur Verwaltungszone La Delicia. Die Parroquia besitzt eine Fläche von 347,2 km². Die Einwohnerzahl betrug im Jahr 2010 4798.

## Lage
Die Parroquia Pacto liegt im äußersten Nordwesten des Kantons Quito an der Westflanke der Cordillera Occidental. Der Río Guayllabamba fließt entlang der nördlichen Verwaltungsgrenze nach Westen. Dessen linke Nebenflüsse Río Chirapo und Río Pachijal begrenzen das Areal im Osten sowie im Südwesten und im Westen. Die höchste Erhebung bildet der 1843 m hohe Cerro La Chontilla. Der 1120 m hoch gelegene Hauptort Pacto befindet sich knapp 50 km nordwestlich vom historischen Stadtzentrum von Quito. Von der Fernstraße E28 (San Antonio de Pichincha–San Miguel de los Bancos) zweigt bei Nanegalito eine Nebenstraße nach Nordwesten ab und führt über Gualea nach Pacto.
Die Parroquia Pacto grenzt im Osten an die Parroquia Gualea, im Südwesten an die Parroquia San Miguel de los Bancos (Kanton San Miguel de los Bancos), im Westen an den Kanton Pedro Vicente Maldonado sowie im Norden an die Provinz Imbabura mit der Parroquia García Moreno (Kanton Cotacachi).

## Geschichte
Pacto war ursprünglich Teil der Parroquia Gualea. Am 27. März 1936 erlangte Pacto den Status einer Parroquia rural. Am 27. Oktober 2000 erhielt Pacto zusätzlich den Status einer "Gobierno Seccional Autónomo".

## Tourismus
In dem Areal gibt es zahlreiche sehenswerte Wasserfälle und Flussläufe.